# Конвой F-2
Конвой F-2 — японський конвой часів Другої світової війни, проведений у березні 1943 року.
Конвой сформували в Рабаулі (головна передова база японців на острові Нова Британія, з якої провадились операції на Соломонових островах та сході Нової Гвінеї) для проведення групи суден до Палау — важливого транспортного хабу на заході Каролінських островів.
До складу конвою F-2 увійшли судна «Кіріха-Мару», «Міто-Мару», «Нагано-Мару» та «Р'юзан-Мару» (Ryuzan Maru). Ескорт складався з ескадреного міноносця «Юдзукі».
2 березня судна конвою вийшли з Рабаула. Опівдні 6 березня за 300 км на північний захід від острова Манус (острови Адміралтейства) F-2 атакував підводний човен USS Triton, який поцілив «Кіріха-Мару». Судно затонуло, при цьому загинуло 4 члени екіпажу.
Ще одна випущена Triton торпеда влучила в «Міто-Мару», проте не здетонувала і завдала лише незначного пошкодження.